# Israel Aerospace Industries

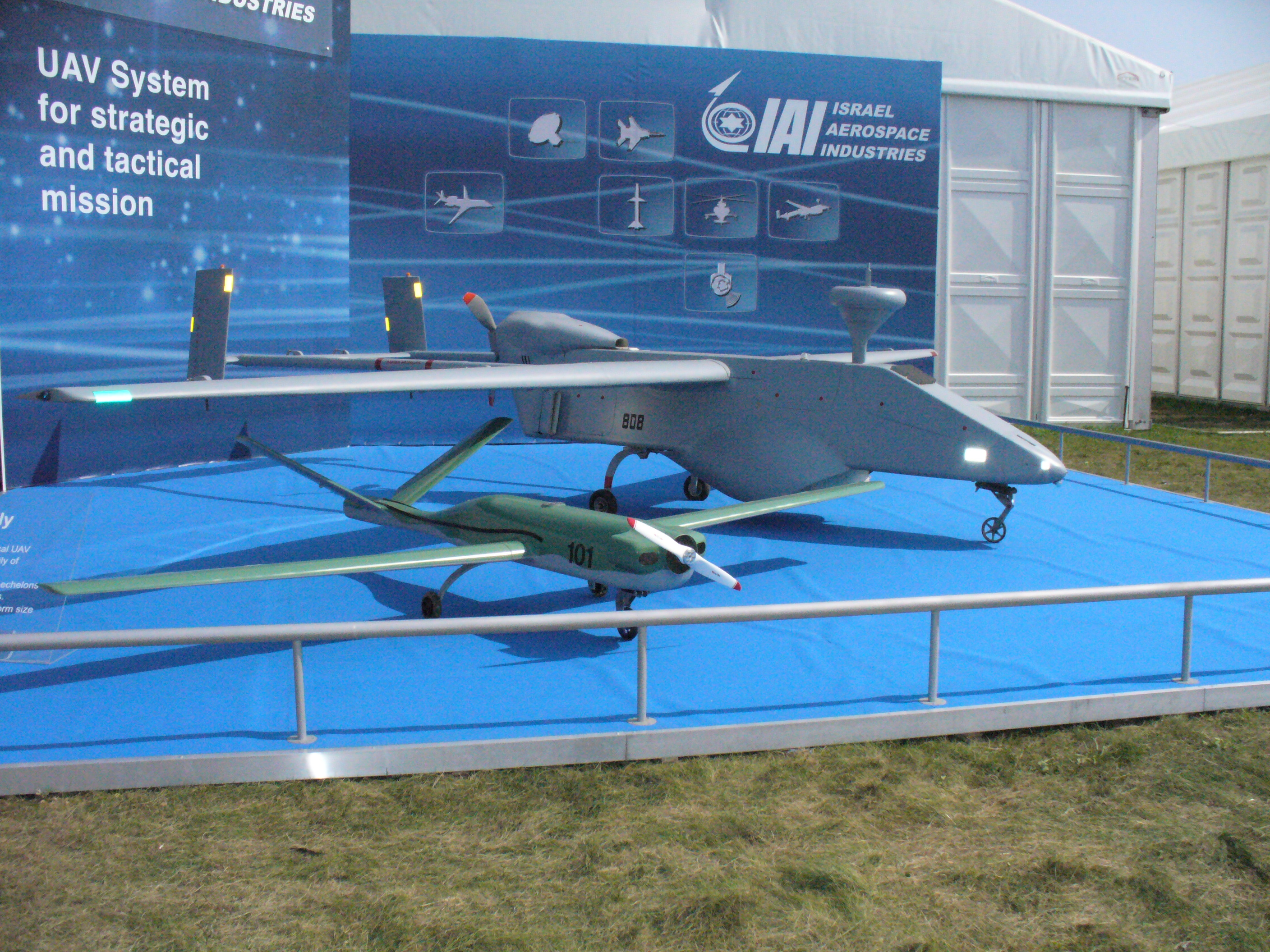
Een drone van Israel Aerospace Industries

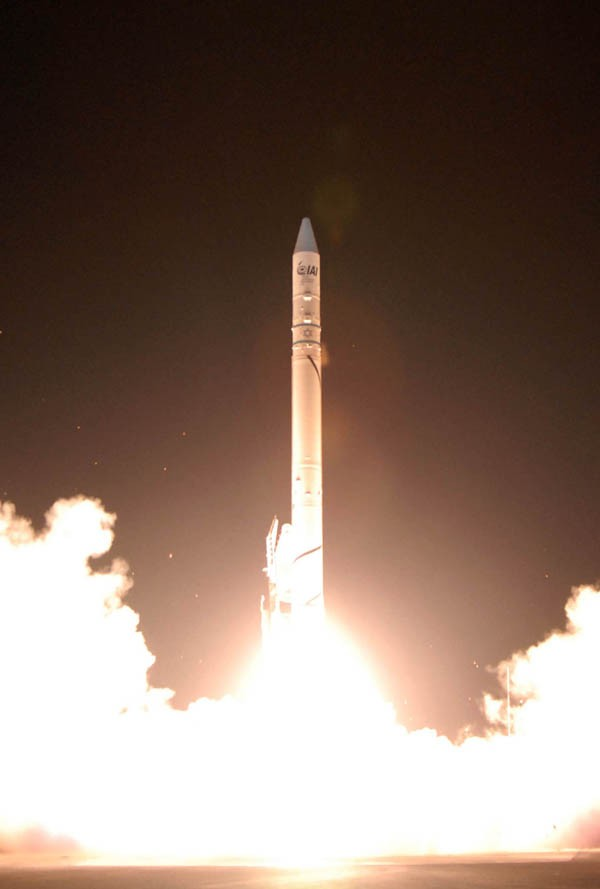
Een Ofeq- surveillancesatelliet wordt gelanceerd met behulp van het Shavit- ruimtevaartuig

Israel Aerospace Industries (IAI; Hebreeuws: התעשייה האווירית לישראל, geromaniseerd: ha-ta'asiya ha-avirit le-yisra'el) is de grootste Israëlische fabrikant van lucht- en ruimtevaartsystemen, bestemd voor zowel militair als civiel gebruik. In 2021 had het 14.000 werknemers. 
IAI is eigendom van de Israëlische overheid, en maakt op die manier deel uit van het Israëlische militair-industrieel complex.

## Geschiedenis
Israel Aerospace Industries werd in 1953 opgericht als Bedek Aviation Company op initiatief van Shimon Peres, destijds directeur-generaal van het Ministerie van Defensie, om de vliegtuigen van de Israëlische Defensiemacht te onderhouden. Het bedrijf telde oorspronkelijk 70 werknemers en rekruteerde de in Amerika geboren luchtvaartexpert Al Schwimmer als oprichter en eerste president van het bedrijf.
Het eerste vliegtuig dat volledig door IAI werd ontworpen en gebouwd, het IAI Arava- transportvliegtuig met korte start en landing, vloog voor het eerst in 1969 na drie jaar ontwikkeling. 
In 1968 is begonnen met de ontwikkeling van een eigen gevechtsvliegtuig, de IAI Nesher ("havik"). De Nesher werd in 1971 in dienst genomen, precies op tijd voor de Jom Kipoeroorlog. De Nesher werd opgevolgd door de IAI Kfir ("leeuwenwelp"), die werd ontwikkeld als gevolg van Israëls behoefte om de Dassault Mirage III aan te passen aan de specifieke eisen van de Israëlische luchtmacht. De Kfir werd in 1975 bij de IAF in dienst genomen, waarbij de eerste eenheden werden toegewezen aan het 101e "Eerste Jachtvliegtuig" Squadron.
In de jaren zeventig betrad IAI ook de markt voor onbemande luchtvaartuigen (UAV's) met de ontwikkeling van de IAI Scout . In 1984 vormde IAI een joint venture met het rivaliserende Israëlische bedrijf Tadiran om de UAV's van beide bedrijven, de Tadiran Mastiff en de IAI Scout, op de markt te brengen. In 1989 boekte IAI een winst van $ 11,8 miljoen op een omzet van $ 1,28 miljard. Het bedrijf had vier divisies – Aircraft, Aviation, Electronic en Technologies – en 17 fabrieken. 
In december 1997 maakte de IAI Galaxy, een zakenjet met een intercontinentaal bereik, ontwikkeld in een joint venture tussen Galaxy Aerospace en Hyatt Corporation, zijn eerste vlucht en werd in 2000 in dienst genomen. In mei 2001 kocht Gulfstream Aerospace van General Dynamics de LP-eenheid van IAI's Galaxy Aerospace Co. voor 330 miljoen dollar, hoewel IAI nog steeds het grootste deel van de assemblage en ontwikkeling van de jets uitvoert die door Gulfstream op de markt worden gebracht.
IAI is via een Griekse dochteronderneming betrokken bij het in december 2024 gelanceerd project Actus om dronetechnologieën te ontwikkelen voor wapenintegratie en andere capaciteiten voor gebruik in de Europese Unie, in het kader van het plan Readiness 2030.